# 深水埗（欽州街）巴士總站
深水埗（欽州街）巴士總站（英語：Sham Shui Po (Yen Chow Street) Bus Terminus）是位於香港九龍深水埗區深水埗欽州街西九龍中心地下的巴士總站，現時有1條過海巴士路線以本站為總站及1條九巴路線以本站為折返點，另外有3條巴士路線途經。

## 歷史
- 1995年4月9日: 啟用。同日起安排多條巴士線以此為總站，計有52X、59A、68、68A、117。
- 1995年6月26日: 118線投入服務。
- 1998年5月26日: 配合大欖隧道啟用，九龍巴士68線及九龍巴士68A線取消。
- 2004年7月4日: 過海隧道巴士118線、與九龍巴士66線交換總站，遷往深水埗（東京街）巴士總站。
- 2009年11月29日：九龍巴士52X線的九龍總站由此站延長至旺角（柏景灣），不再途經此總站。
- 2013年9月28日：九龍巴士66線取消。
- 2015年6月13日：九龍巴士286X線途經此總站並以此站為新循環點，折返顯徑。
- 2015年12月19日：九龍巴士59A線縮短至葵涌道（葵芳邨），不再途經此總站。
- 2017年9月25日：新巴702線往又一城方向途經此總站。
- 2017年10月9日：九龍巴士272E線開辦，逢星期一至五黃昏由此站開出兩班往大埔（太和）。
- 2020年3月29日：九龍巴士286C線的九龍總站延長至長沙灣（深旺道），往馬鞍山（利安）方向途經此總站。
- 2020年7月27日：新巴702B線投入服務，往白田邨方向途經此總站。
- 2021年1月25日：九龍巴士272E線總站由本站遷往旺角（柏景灣）公共運輸交匯處。
- 2025年8月18日：九龍巴士13線開辦。

## 總站路線資料

### 九龍巴士13線
- 安達臣 ↔ 深水埗（欽州街）

### 九龍巴士270D線
- 深水埗 → 粉嶺（聯和墟）

### 九龍巴士286D線
- 深水埗 → 馬鞍山市中心

### 九龍巴士286X線
- 沙田（顯徑） ↺ 深水埗

於2012年12月1日投入服務，途經大圍、美林邨、尖山隧道、深水埗、長沙灣及荔枝角站，為首條途經青沙公路來往九龍市區的全日巴士路線，在2015年6月13日更改路線時改經本站。

### 過海隧道巴士117線
- 跑馬地（下） ↔ 深水埗（欽州街）

於1994年11月7日投入服務，並於1995年4月10日延長至本站，來往跑馬地（下）和深水埗（欽州街），是唯一服務跑馬地的過海隧道巴士線。

## 途經路線資料

### 九龍巴士286C線
- 馬鞍山（利安） ↔ 長沙灣（海達邨）

於2014年12月6日投入服務，途經錦英苑、馬鞍山市中心、耀安邨、大水坑、亞公角、石門、沙田第一城、青沙公路（尖山隧道及沙田嶺隧道）、長沙灣及深水埗，在2020年3月29日更改路線時改經本站。

### 城巴702線
- 海麗邨 ↺ 九龍塘（又一城）

於2003年3月17日投入服務，途經南昌站、深水埗及石硤尾，為新巴首條西九龍專線，在2017年9月25日更改路線時改經本站。

### 城巴702B線
- 白田（北） ↺ 海盈邨

於2020年7月27日投入服務，途經石硤尾、深水埗、南昌站及海麗邨，取代702A線下午班次。

## 車坑分佈
| 車坑分佈（以入口最左邊起計） | 車坑分佈（以入口最左邊起計） | 車坑分佈（以入口最左邊起計） |
| 車坑編號                     | 車坑數目                     | 路線                         |
| ---------------------------- | ---------------------------- | ---------------------------- |
| 1                            | 雙坑                         | 過海隧道巴士117線            |
| 2                            | 雙坑                         | 九龍巴士270D、286C、286D線   |
| 3                            | 單坑                         | 九龍巴士13線                 |
| 4                            | 單坑                         | 備用                         |
| 5                            | 單坑                         | 九龍巴士286X線               |
| 6                            | 單坑                         | 城巴702、702B線              |
| 7                            | 單坑                         | 的士站                       |

## 過往路線
- 九龍巴士52X線
- 九龍巴士59A線
- 九龍巴士66線
- 九龍巴士68線
- 九龍巴士68A線
- 九龍巴士272E線
- 過海隧道巴士118線
- 過海隧道巴士118P線
- 過海隧道巴士917線
- 過海隧道巴士N118線

## 使用狀況
本巴士總站雖設有多條車坑，但在各路線遷出後只剩下1條過海巴士路線以此作總站，和3條路線以此為中途站，的士站亦經常不見有的士停泊，從而令此總站更見荒涼。
過海隧道巴士117線的大部份乘客都不會在此站下車，乃因前往本總站只能從欽州街（東行）進入，巴士須在欽州街西近富昌邨及南昌邨調頭才能前往總站，而117線在此總站的對面近基隆街同時設有車站，前往西九龍中心（本總站上蓋）的乘客基本上都在基隆街站下車，免卻繞經南昌邨。
而此站的排隊的欄杆亦同時裝上站柱，是各個巴士總站罕見的設計。

## 外部連結
- 深水埗（欽州街）巴士總站 （页面存档备份，存于），城巴 ／新巴
- 九巴 （页面存档备份，存于）
- 香港巴士大典上的相关条目：深水埗 (欽州街) 總站